# Gonzalo Argüelles Bringas
Gonzalo Argüelles Bringas (* 28. Februar 1877 in Orizaba; † 27. März 1942 in Mexiko-Stadt) war ein mexikanischer Maler.

## Biografie
Argüelles ging nach dem Studium an der Escuela Nacional de Bellas Artes zur Fortbildung nach Frankreich, wo er drei Jahre lang lebte, bevor er zurück nach Mexiko ging, wo er unter anderem mit Diego Rivera zusammenarbeitete. Seine Werke sind überwiegend Ölgemälde und Aquarelle.
Ein Teil seiner Bilder sind heute im Bestand des Museo de Arte del Estado de Veracruz (MAEV).